# Patrocloides regius
Patrocloides regius är en stekelart som först beskrevs av Hellen 1951.  Patrocloides regius ingår i släktet Patrocloides och familjen brokparasitsteklar. Inga underarter finns listade i Catalogue of Life.